# Iron Man & Captain America: Heroes United
Iron Man and Captain America: Heroes United (br.: Homem de Ferro e Capitão América: Super-Heróis Unidos) é um filme de animação estadunidense de 2014, dirigido por Leo Riley e lançado diretamente para vídeo pela Marvel Animation. O filme foi distribuído em Digital HD, e sob locação pela Disney Movies Anywhere em 29 de julho de 2014. É uma aventura de super-heróis estrelada por Homem de Ferro e Capitão América, com participação especial do Hulk e que dá sequência a série "Heróis Unidos", cuja animação anterior foi "Iron Man & Hulk: Heroes United" (2013).

## Dublagem original
- Adrian Pasdar...Homem de Ferro / Tony Stark[2]
- Roger Craig Smith...Capitão América / Steve Rogers[2]
- Fred Tatasciore...Hulk / Agente da S.H.I.E.L.D. (voz)
- David Kaye...Jarvis / voz do computador
- Clancy Brown...Treinador
- Liam O'Brien...Caveira Vermelha
- Robin Atkin Downes...Dr. Fump / Voz do computador 2
- Dee Bradley Baker...Dr. Cruler / Agente da Hydra

## Sinopse
Homem de Ferro e Capitão América fazem uma aposta particular sobre qual estilo de combate é melhor, se o improviso do primeiro ou o estratégico do segundo. Enquanto discutem, a nave em que estão é atacada pela Hidra, liderada pelo Caveira Vermelha e seu comparsa, o bandido mercenário Treinador. Homem de Ferro sai em perseguição aos bandidos e quando retorna percebe que o Capitão América não está. Verificando as câmeras de segurança, ele percebe que o herói fora capturado pelo Treinador. Também descobre que uma de suas armas recentes mais destruidoras, o canhão repulsor, e uma versão atualizada da armadura que propicia invisibilidade, foram roubadas pelos invasores. Avaliando mais pistas com a ajuda do sistema computadorizado Jarvis, Homem de Ferro encontra a localização do esconderijo do Treinador e de imediato parte para ajudar o companheiro cativo. Durante a luta que se segue, ele pede auxílio a outro companheiro dos Vingadores: o incrível Hulk.

## Produção
A produção estava em desenvolvimento em dezembro de 2013 quando foi divulgado um clip que anunciava o lançamento para 2014.

## Ligação externa
- Iron Man & Captain America: Heroes United. no IMDb.